# بيلو كامبو
بيلو كامبو بلدية في ولاية باهيا في المنطقة الشمالية الشرقية من البرازيل.